# Неркін Шоржа
Неркін Шоржа (вірм. Ներքին Շորժա) — село в марзі Гегаркунік, на сході Вірменії. Село розташоване та за 12 км на південний схід від міста Варденіс, за 5 км на південний схід від села Айгут та за 6 км на північ від села Верін Шоржа.